# Gustav Friedrich Hänel
Gustav Friedrich Hänel (* 5. Oktober 1792 in Leipzig; † 18. Oktober 1878 ebenda) war ein deutscher Jurist und Rechtshistoriker.

## Leben
Gustav Friedrich Hänel, gewöhnlich bloß Gustav genannt zum Unterschied zu seinem gleichnamigen Vetter, habilitierte sich 1817 in Leipzig und erhielt 1821 eine außerordentliche Professur.
Noch in demselben Jahr unternahm er eine siebenjährige Reise durch Italien, die Schweiz, Frankreich, Spanien, Portugal, England und die Niederlande, um die Bibliotheken dieser Länder nach handschriftlichen Schätzen, namentlich in Bezug auf das römische Recht, zu durchsuchen.
Als nächstes Resultat dieser Reise erschienen seine Catalogi librorum manuscriptorum (Leipzig 1829–30) und die Dissensiones dominorum, sive controversiae veterum juris romani interpretum, qui glossatores vocantur (1834).
An diese schlossen sich an die Varianten zu Arndts Ausgabe des Paulus (Bonn 1834), die Antiqua summaria codicis Theodosiani (1834) und die Codicis Gregoriani et codicis Hermogeniani fragmenta (Bonn 1837).
Letztere Arbeiten waren die Vorläufer einer vollständigen kritischen Ausgabe des Codex Theodosianus (Bonn 1837–42), welchem großartigen Unternehmen Hänel eine Ausgabe der Novellae constitutiones imperatorum Theodosii II., Valentiniani III., Maximi, Majoriani, Severi, Anthemii (1844) mit den XVIII constitutiones, quas Jac. Sirmondus divulgavit folgen ließ.
Außerdem haben wir von ihm einzelne wertvolle Mitteilungen in Richters Kritischen Jahrbüchern und anderen Zeitschriften, die Festschrift zu Gustav von Hugo Legis Romanae Visigothorum particula cum codd. monac. et Phillipps. imagine lapide expressa (1838) und die Ausgabe der unter dem Namen des Ulpianus de edendo (1838) bekannten Schrift über den Prozess.
1838 wurde Hänel zum Hofrat und ordentlichen Professor ernannt. Durch die von ihm nach 76 Handschriften herausgegebene Lex romana Visigothorum (1849) wurden die Untersuchungen über dieses wichtige Gesetzbuch abgeschlossen.
Seine letzten größeren Arbeiten sind das Corpus legum ab imperatoribus romanis ante Justinianum latarum (1857–60), eine Sammlung der außerhalb der Konstitutionen-Kodizes zerstreuten Gesetze der römischen Kaiser, und die Ausgabe von Juliani epitome latina Novellarum Justiniani.
Hänel war Mitglied der Sächsischen Akademie der Wissenschaften zu Leipzig. Als Vertreter der Leipziger Universität war er 1857 bis 1864 Abgeordneter der I. Kammer des Sächsischen Landtags.
Hänel wurde im Ehrengrab der Universität Leipzig in der V. Abteilung des Neuen Johannisfriedhofs beerdigt.
Sein gleichnamiger Vetter Gustav Friedrich, gewöhnlich bloß Friedrich, geb. 18. April 1792 zu Annaberg, promovierte 1817 in Leipzig, wurde daselbst 1818 außerordentlicher Professor der Rechte, 1823 Oberkonsistorialrat in Dresden, 1827 Appellationsgerichtsrat, 1831 Geheimer Kirchenrat im Kultusministerium, 1841 Rat und später erster Vizepräsident des Oberappellationsgerichts. Von ihm besitzen wir noch die Bearbeitung des 4. Teils von Carl Friedrich Curtius Handbuch des im Königreich Sachsen geltenden Zivilrechts (Leipzig 1819–20, 2. Aufl. 1831) und eine kleine Monographie über die Lehre vom Schadenersatz (das. 1823).